# David Brooks, 5. Baron Crawshaw
David Gerald Brooks, 5. Baron Crawshaw (* 14. September 1934) ist ein britischer Peer und Politiker (Conservative Party).

## Leben und Karriere
Brooks wurde als Sohn von Gerald Brooks, 3. Baron Crawshaw und dessen Frau Marjory Sheila Clifton geboren. Er besuchte das Eton College und das Royal Agricultural College in Cirencester, Gloucestershire.
Von 1985 bis 1986 war er High Sheriff von Leicester. Seit 2001 ist er Präsident der Leicester Conservative Association. Seit 2009 ist er Präsident der Leicestershire Agricultural Society. 
Als Hobbys nennt er Rennsport und Sportschießen. Er lebt auf der Little Riste Farm in Long Whatton, Loughborough (Stand: 2003). Crawshaw und seine Frau bewirtschaften das Whatton House.

## Mitgliedschaft im House of Lords
Beim Tod seines Bruders William Brooks, 4. Baron Crawshaw, erbte Brooks 1997 dessen Adelstitel und den damals damit verbundenen Sitz im House of Lords. Am 8. Dezember 1998 nahm er erstmals seinen Sitz ein. Seinen Sitz verlor er durch den House of Lords Act 1999. Für einen der verbleibenden Sitze war er nicht zur Wahl angetreten. Er gehört der Hereditary Peerage Association an. Im Register of Hereditary Peers, die für eine Nachwahl zur Verfügung stehen, ist er nicht verzeichnet.

## Familie
Brooks heiratete am 27. Oktober 1970 Belinda Mary Burgess, die Tochter von George Burgess. Aus der Ehe gingen sie vier Töchter hervor. Da er keine männlichen Nachkommen hat, ist sein Neffe Edward Samuel Brook (* 1969), Sohn seines jüngeren Bruders Hon. John Patrick Brooks (1938–2020), der voraussichtliche Erbe (Heir Presumptive) seiner Adelstitel.